# Lateraal denken
Lateraal denken is gebaseerd op het opnieuw (anders) ordenen van de bestaande informatie om zodoende nieuwe informatie te laten ontstaan. De term lateraal denken is geïntroduceerd door Edward de Bono. 
Een probleem kent vaak een begin- en een eindsituatie. Het denkproces is het proces van het vinden van een weg van het begin naar de eindsituatie. Normaal is de mens geneigd om een zo recht mogelijke lijn te volgen van begin naar einde via bekende wegen. Als ergens in deze lijn een onmogelijkheid of een schijnbare onmogelijkheid zit, verwerpen veel mensen de hele oplossing om een nieuwe te zoeken. Iemand die lateraal denkt gaat verder op de ingeslagen weg met de gedachte van "Stel dat het wel mogelijk zou zijn". Hierdoor ontstaat een middel om verder te kijken dan die positie waar het schijnbaar onmogelijk leek. Dit kan leiden tot geheel nieuwe inzichten.

## Voorbeeld van lateraal denken
"Bedenk eens hoe de wereld eruitziet als koeien konden autorijden" is een voorbeeld van lateraal denken. De meeste mensen denken gelijk "Koeien kunnen niet autorijden", met als gevolg dat ze ook niet fantaseren wat de gevolgen zouden zijn als koeien dit wel konden. Iemand die dat wel doet kan tot inzichten komen die niets met autorijdende koeien te maken hebben, maar wel heel nuttig kunnen zijn op een ander gebied.